# Unknown Pleasures
Unknown Pleasures este albumul de debut al trupei engleze de post-punk Joy Division, lansat în 1979 prin Factory Records. Martin Hannett a produs albumul la studiourile Strawberry, Stockport, Anglia. Discul nu s-a vândut prea bine la lansare dar după succesul cunoscut de formație odată cu singleul "Love Will Tear Us Apart" apărut în 1980, Unknown Pleasures a devenit mult mai bine primit de public. Șeful de la Factory Records Tony Wilson a avut atât de multă încredere în reușita grupului încât a contribuit cu economiile sale de 8.500£ pentru a produce primele 10.000 de copii ale albumului. 

## Tracklist
1. "Disorder" (3:32)
2. "Day of the Lords" (4:49)
3. "Candidate" (3:05)
4. "Insight" (4:29)
5. "New Dawn Fades" (4:47)
6. "She's Lost Control" (3:57)
7. "Shadowplay" (3:55)
8. "Wilderness" (2:38)
9. "Interzone" (2:16)
10. "I Remember Nothing" (5:53)

- Toate cântecele au fost scrise de Joy Division.

## Componență
- Ian Curtis - voce
- Bernard Sumner - chitară, claviaturi
- Peter Hook - bas
- Stephen Morris - tobe